# Allen Kwela
Allen Kwela (* 11. September 1939 in Chesterville bei Durban; † 30. Juni 2003 in Johannesburg) war ein südafrikanischer Gitarrist, der zunächst zu den Pionieren der Kwelamusik gehörte und später Modern Jazz spielte. Mit Philip Tabane gehört er zu den einflussreichsten Gitarristen der südafrikanischen Szene.

## Leben und Wirken
Kwela, dessen ältere Brüder Gitarre und Violine spielten, wuchs als Viehhirte auf und bastelte sich eigene Instrumente zum Musizieren. Anfang der 1950er Jahre ging er nach Johannesburg, wo er bald mit Spokes Mashiyane auftrat und ab 1954 gemeinsam einige der frühen Kwela-Hits aufnahm, teilweise von ihm komponiert. Ende der 1950er Jahre wandte er sich dem Jazz zu und spielte regelmäßig im Dorkay House, etwa mit Kippie Moeketsi, Barney Rachabane und Duke Makasi. Auch war er 1970 an Dennis Mpales Tributalbum für Early Mabuza beteiligt. 1972 erschien sein dem Soul Jazz verpflichtetes, mit einem Oktett eingespieltes Album Allen’s Soul Bag, 1975 die EP Black Beauty.
An den Aufnahmen für sein nächstes Album The Unknown (1984) waren so unterschiedliche Künstler wie The Angels und Darius Brubeck beteiligt. 1998 nahm er mit Musikern wie Sibongile Khumalo, Barney Rachabane und Vusi Khumalo das Album The Broken Strings of Allen Kwela auf, das in der Rubrik „Bestes Album im zeitgenössischen Jazz“ für den South African Music Award nominiert, aber teilweise auch fälschlicherweise als sein Debütalbum bezeichnet wurde.
Kwela lehrte auch Gitarre an der Carleton University und der Université du Québec. Er starb an einem Asthmaanfall.

## Diskographische Hinweise
- The Best of Allen Kwela (mit u. a. Darius Brubeck, Pat Matshikiza, Sibongile Khumalo)